# Богданов, Михаил Леонидович
Михаи́л Леони́дович Богда́нов (род. 2 марта 1952, Москва) — советский и российский дипломат. Заместитель министра иностранных дел Российской Федерации с 12 июня 2011 по 9 июля 2025 года. Специальный представитель президента России по Ближнему Востоку и странам Африки с 23 января 2012 по 9 июля 2025 года. Заместитель председателя Императорского православного Палестинского общества.

## Биография
Михаил Леонидович Богданов родился 2 марта 1952 года в Москве.
В 1974 году окончил Московский государственный институт международных отношений МИД СССР, после чего поступил на дипломатическую службу. Владеет арабским и английским языками.
- В 1974—1977 годах — стажёр, атташе Посольства СССР в Народной Демократической Республике Йемен.
- В 1977—1980 годах — атташе Посольства СССР в Ливане.
- В 1980—1983 годах — третий секретарь Отдела стран Ближнего Востока МИД СССР.
- В 1983—1989 годах — второй секретарь, первый секретарь, советник Посольства СССР в Сирийской Арабской Республике.
- В 1989—1991 годах — заведующий отделом Управления стран Ближнего Востока и Северной Африки МИД СССР.
- В 1991—1994 годах — советник-посланник Посольства СССР/России в Сирийской Арабской Республике.
- В 1994—1997 годах — заместитель директора Департамента Ближнего Востока и Северной Африки МИД России.
- С 27 марта 1997 по 1 февраля 2002 года — чрезвычайный и полномочный посол Российской Федерации в Израиле[3].
- В 2002—2005 годах — директор Департамента Ближнего Востока и Северной Африки МИД России.
- С 21 января 2005 по 12 июня 2011 года — чрезвычайный и полномочный посол Российской Федерации в Египте[4].
- С 18 октября 2005 по 12 июня 2011 года — полномочный представитель Российской Федерации при Лиге арабских государств по совместительству[5].
- С 12 июня 2011 года по 9 июля 2025 года — заместитель министра иностранных дел Российской Федерации[6][7]. Курировал вопросы отношений со странами Африки и Ближнего Востока, взаимодействие с российскими мусульманскими организациями, проблематику сирийского урегулирования, работу Секретариата Форума партнёрства Россия—Африка.
- С 23 января 2012 по 31 октября 2014 года — специальный представитель президента Российской Федерации по Ближнему Востоку[8].
- С 31 октября 2014 по 9 июля 2025 года — специальный представитель президента Российской Федерации по Ближнему Востоку и странам Африки[9][10].

С июля 2025 года — на пенсии.

## Семья
Отец — Леонид Павлович Богданов (1927—2008), генерал-майор ПГУ КГБ СССР — СВР РФ.
Женат, есть сын.

## Награды
- Орден «За заслуги перед Отечеством» III степени (8 июля 2022) — за большой вклад в реализацию внешнеполитического курса Российской Федерации и многолетнюю добросовестную дипломатическую службу[12].
- Орден «За заслуги перед Отечеством» IV степени (20 сентября 2016) — за большой вклад в отстаивание и продвижение интересов Российской Федерации на международной арене, укрепление мира, дружбы и сотрудничества между народами[13].
- Орден Александра Невского (12 февраля 2021) — за большой вклад в реализацию внешнеполитического курса Российской Федерации и многолетнюю добросовестную дипломатическую службу[14].
- Орден Почёта (1 мая 2012) — за большой вклад в реализацию внешнеполитического курса Российской Федерации, заслуги в развитии международных культурных связей, сохранении культурного наследия, научно-педагогической деятельности и подготовке высококвалифицированных кадров[15].
- Орден Дружбы (15 января 2004) — за большой вклад в разработку и реализацию внешнеполитического курса Российской Федерации[16].
- Почётная грамота президента Российской Федерации (25 сентября 2014) — за значительный вклад в реализацию внешнеполитического курса Российской Федерации и многолетнюю добросовестную работу[17].
- Благодарность президента Российской Федерации (2005) — за заслуги в обеспечении защиты интересов и прав граждан.
- Почётный работник Министерства иностранных дел Российской Федерации.
- Благодарность президента Российской Федерации (21 июля 2020) — за активное участие и проведении саммита и экономического форума Россия — Африка в 2019 году в городе Сочи[18].
- Благодарность президента Российской Федерации (26 февраля 2024) — за вклад в реализацию внешнеполитического курса Российской Федерации[19].

Иностранные награды:
- Орден Звезды Иерусалима (Палестинская национальная администрация, 2014)[20].
- Орден Заида II степени (Объединённые Арабские Эмираты, 2021) — в знак признания усилий и роли в укреплении отношений между двумя странами и продвижении их на различных уровнях[21].

Региональные награды:
- Медаль «За заслуги перед Чеченской Республикой» (25 июля 2023) — за особые заслуги, связанные с развитием Чеченской Республики, значительный вклад в дело укрепления международного авторитета России[22].

Награды Русской православной церкви и иных православных церквей:
- Орден преподобного Сергия Радонежского III степени.
- Орден святого благоверного князя Даниила Московского III степени.
- Орден преподобного Серафима Саровского III степени.
- Орден Святого Гроба Господня Иерусалимской православной церкви.
- Орден Святых Первоверховных апостолов Петра и Павла Антиохийской православной церкви (степень командора).
- Орден Льва Александрийской православной церкви.

## Дипломатический ранг
- Чрезвычайный и полномочный посланник 2 класса (18 октября 1991)[23]
- Чрезвычайный и полномочный посланник 1 класса (17 апреля 1998)[24]
- Чрезвычайный и полномочный посол (31 января 2001)[25]